# Suctobelbella insulana
Suctobelbella insulana är en kvalsterart som först beskrevs av Hammer 1972.  Suctobelbella insulana ingår i släktet Suctobelbella och familjen Suctobelbidae. Inga underarter finns listade i Catalogue of Life.